# Коколайнщак
Коколайнщак (словен. Kokolajnščak) — поселення в общині Светий Юрій-об-Щавниці, Помурський регіон, Словенія. Висота над рівнем моря: 290,2 м.